# Carlos Callón
Carlos Manuel Callón Torres (Ribeira, 26 de agosto de 1978) es un político y profesor español.

## Biografía
Es licenciado en filologías gallega y portuguesa por la Universidad de Santiago de Compostela. Ejerce como profesor de lengua y literatura gallega en la enseñanza secundaria. Fue concejal por parte del BNG en su villa natal entre enero de 2001 y junio de 2002, y miembro del Consejo Asesor de RTVE en Galicia entre 1998 y 2002. A partir de 1995 ocupó diversas responsabilidades en la Mesa por la Normalización Lingüística, organización de cuya junta directiva nacional es miembro desde 1995 y que presidió desde 2002 a 2014, siendo desde entonces Presidente de Honra de la entidad. Es presidente también del patronato de la Fundación Vía Gallego, desde su constitución en 2006. Preside también la Fundación Via Gallego y la federación estatal Diverslinguae, desde la constitución de ambas, en 2006 y 2008, respectivamente.
Es miembro del grupo Galabra de la USC y del consejo de redacción de Longalingua. Publicación gallega de lengua y sociedad. Colaboró nos primeros pasos de la Biblioteca Virtual Gallega, de la Universidad de La Coruña.

## Obra
Es autor de diversos trabajos centrados en la sociolingüística y en los estudios literarios, dados a conocer en diferentes congresos y revistas especializadas. Asimismo, es autor de los libros Unha historia que nos pertence (La obra poética en gallego de Lorenzo Varela) (2005) y En castellano no hay problema (2010), en el cual aborda la situación del idioma gallego en los últimos tres lustros, haciendo especial hincapié en la política lingüística del bipartito y del comienzo de la legislatura de Alberto Núñez Feijóo.
En febrero de 2011 ganó el XVI premio Vicente Risco de Ciencias Sociales con la obra Amigos y sodomitas. La configuración de la homosexualidad en la Edad Media, en la que analiza la aceptación de la adelphopoiesis en la Edad Media. Entre otra documentación, analiza un documento de 1061 recogido en el Tumbo de Celanova, por el cual Pedro Díaz y Muño Vandilaz suscribían unión en Rairiz de Veiga.

### Ensayo
- Unha historia que nos pertenece (La obra poética en gallego de Lorenzo Varela), 2005, Nostra Terra.
- En castellano no hay problema, 2010, Xerais.
- Amigos e sodomitas. A configuración da homosexualidade na Idade Media, 2011, Sotelo Blanco.
- Cómo defender os teus dereitos lingüísticos, 2011, Xerais.
- Cómo falar e escribir en galego con corrección e fluidez, 2012, Xerais.
- Cómo dar marcha atrás y no morir en el intento, 2021, Xerais.
- O libro negro da lingua galega, 2022, Xerais.
- Vidas e historias LGTB da Idade Media, 2025, Xerais.

### Poesía
- Atravesar o fantasma, 2014, Xerais.

### Obras colectivas
- I Congreso Internacional Curros Enríquez e o seu tempo, 2004, Consello da Cultura Galega.
- Xosé Chao Rego: renacer gallego. (Actas del Simposio-Homenaje), 2010, Fundación Bautista Álvarez de Estudios Nacionalistas.
- Cicatrices de ferro nas palabras. A obra poética e o programa cultural de Valentín Paz-Andrade, 2015, Figurandorecuerdos Ediciones.
- No tempo de Follas Novas. Unha viaxe pola literatura universal, 2015, Alvarellos.

## Premios
- XVI Premio Vicente Risco de Ciencias Sociales en 2011, por Amigos e sodomitas. A configuración da homosexualidade na Idade Media.
- Premio Cascadas Literarias al mejor libro de ensayo en el 2011, por Amigos e sodomitas.
- Premio Redelibros de Ensayo en el 2011, por Como defender os teus dereitos lingüísticos.
- Premio Careón 2018.

## Galería de imágenes

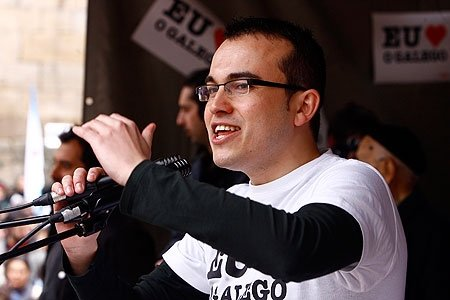
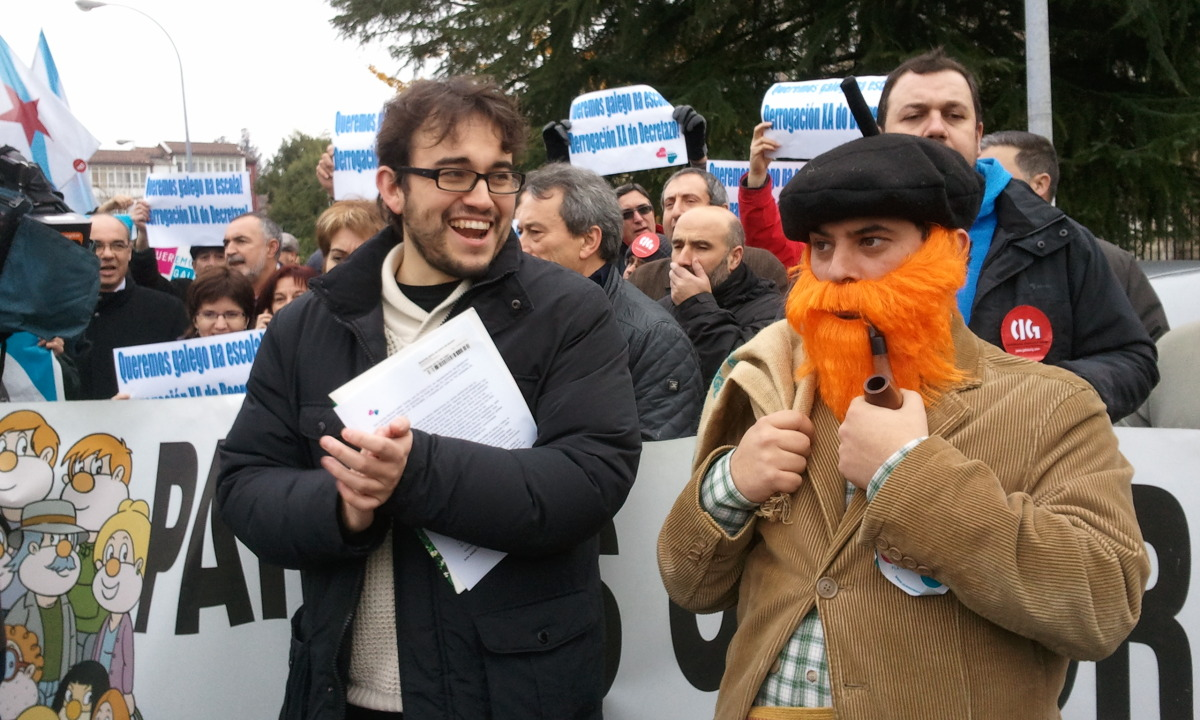